# Starogród (Chełmno)
Starogród (deutsch Althausen, früher auch Althaus) ist ein Dorf der Landgemeinde Chełmno im Powiat Chełmiński der Woiwodschaft Kujawien-Pommern in Polen.

## Geographie
Das Kirchdorf liegt etwa fünf Kilometer südlich von Chełmno (Kulm). Etwa drei Kilometer westlich verläuft die Weichsel.

## Ordensburg Althausen

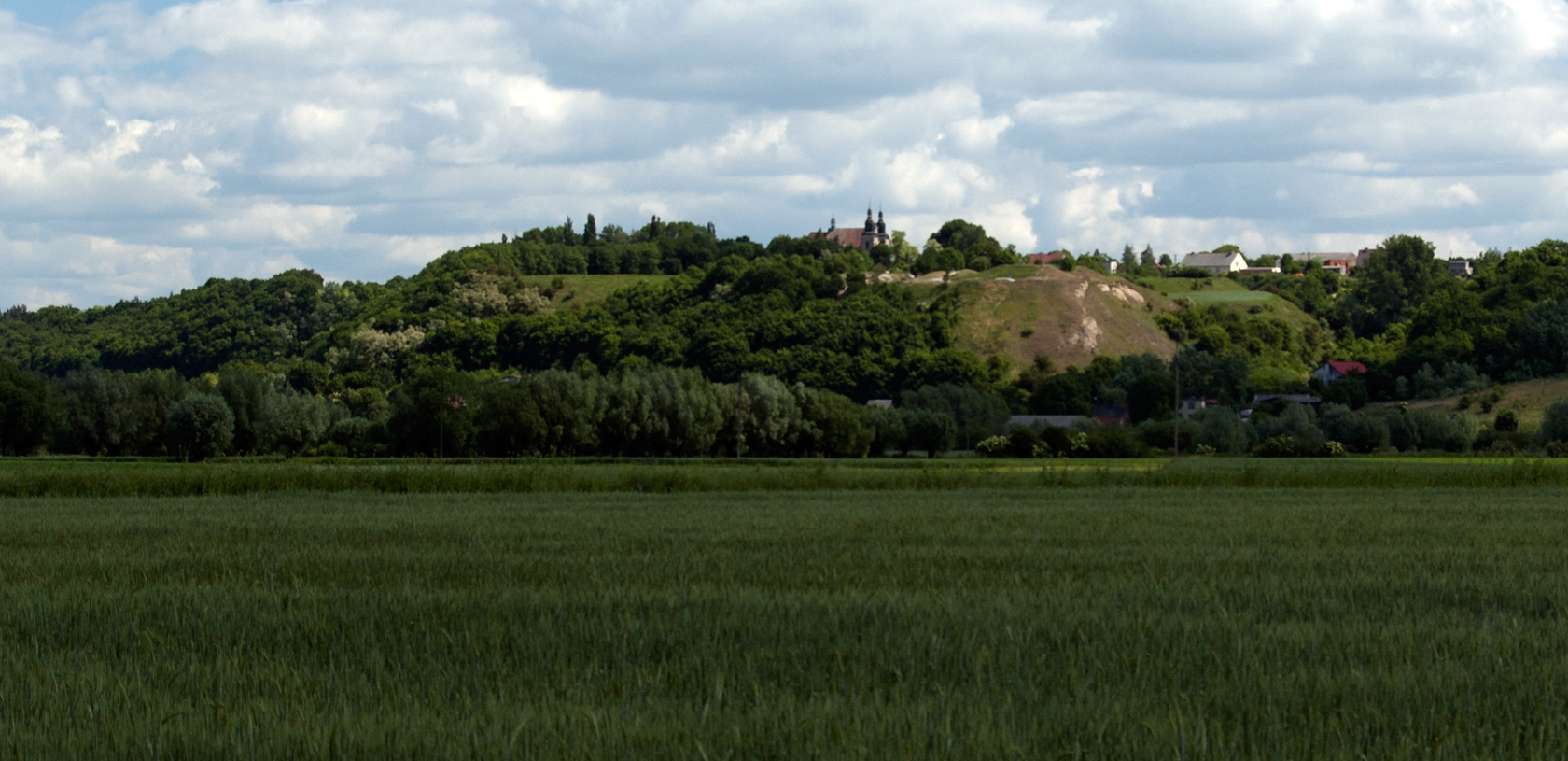
Althausen mit dem Burghügel

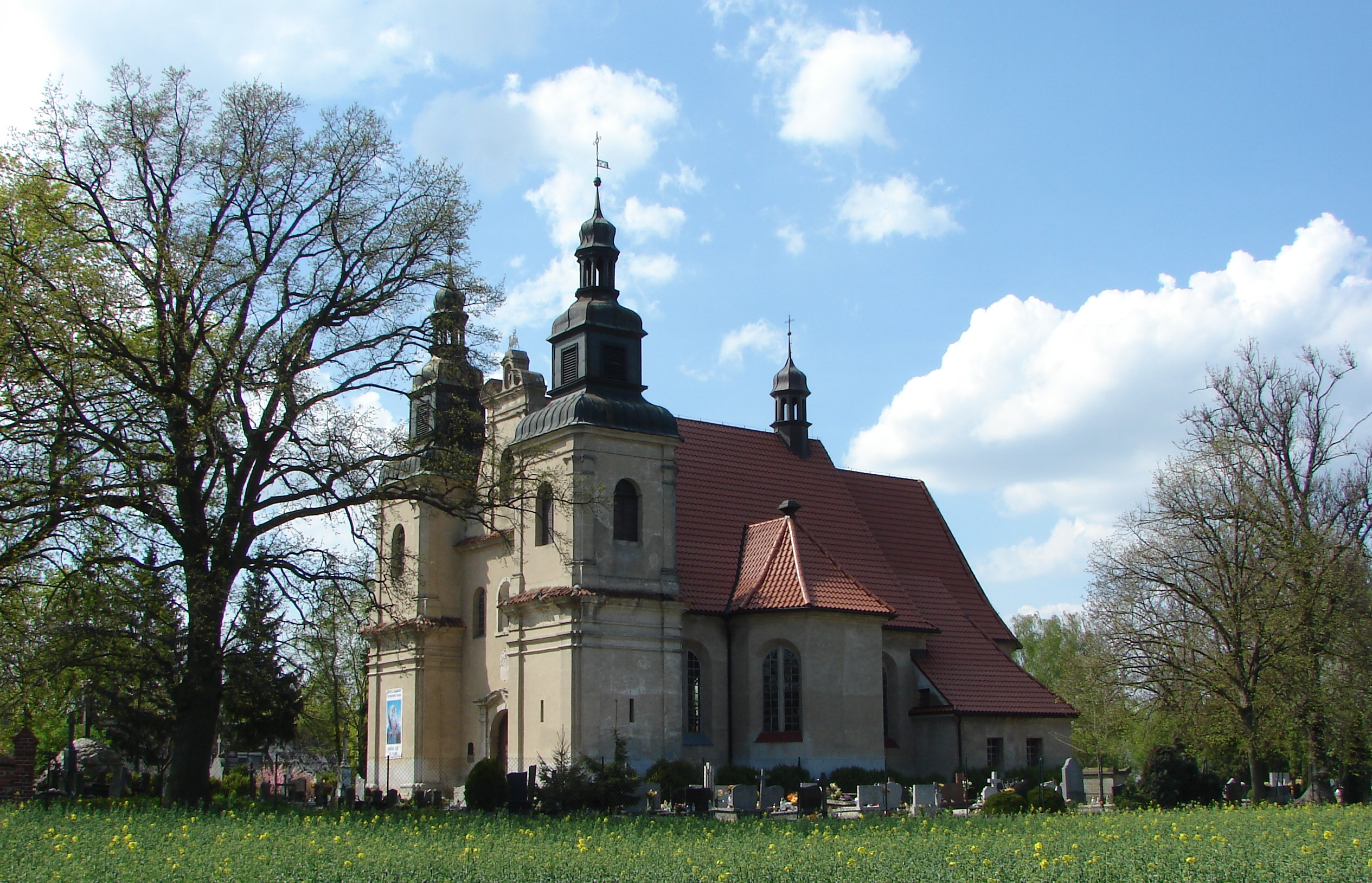
St.-Barbara-Kirche von 1754

Im Jahr 1222 gab es hier nur eine zerstörte Befestigungsanlage der Prußen. An ihrer Stelle wurde 1232 vom Deutschen Orden eine Burg angelegt. Es war der zweite feste Platz, den der Orden im Kulmerland angelegte. Der Ort lag strategisch günstig am Rand der Weichselniederung. Das baufällige Schloss wurde 1777 abgebaut und die Materialien zum Festungsbau nach Graudenz gebracht.

## Ortsgeschichte
Neben der Burg entstand eine Siedlung die Alt Kulm genannt wurde. Diese Siedlung erhielt 1233 Stadtrecht. Wahrscheinlich gab es dort bereits um 1276 eine Kirche und Pfarrei, die erste urkundliche Erwähnung des Ortes stammt aber erst aus dem Jahr 1319. 1479 trat der ungarische König Matthias Corvinus, der den Ort ein Jahr zuvor von Söldnern des Ordens erworben hatte, die Siedlung an Polen ab. 1505 wurde der Ort dem Bischof vom Kulm geschenkt, der das Schloss lange Zeit als Residenz nutzte. 1754 entstand die Kirche der Heiligen Barbara an der Stelle der gotischen Kirche aus dem Jahr 1276.
Im 19. Jahrhundert befand sich in dem bedeutenden Kirchdorf der Sitz des Domänenamts Culm. Bis 1919 gehörte Althausen zum Landkreis Culm im Regierungsbezirk Marienwerder der Provinz Westpreußen des Deutschen Reichs.
Nach dem Ende des Ersten Weltkrieges musste Althausen aufgrund der Bestimmungen des Versailler Vertrags zur Einrichtung des Polnischen Korridors an die Zweite Polnische Republik abgetreten werden. Am 6. September 1939 wurde die Region um Starogród von der deutschen Wehrmacht besetzt. Gegen Ende des Zweiten Weltkriegs wurde der Ort im Januar 1945 von der Roten Armee eingenommen. Die deutsche Minderheit wurde nach Kriegsende aus der Volksrepublik Polen vertrieben.

### Demographie
| Jahr | Einwohner | Anmerkungen |
| ---- | --------- | --- |
| 1818 | 233       | davon 150 im Dorf und 83 auf dem Vorwerk                                                                                  |
| 1864 | 339       | davon 166 im Dorf (fünf Evangelische, 161 Katholiken) und 173 auf der Königl. Domäne (zwölf Evangelische, 161 Katholiken) |
| 1871 | 350       | [ 9 ] |
| 1885 | 478       | [ 10 ] |
| 1910 | 491       | am 1. Dezember, davon 172 im Dorf und 319 im Gutsbezirk                                                                   |

## Verkehr
Starogród liegt an einer Nebenstraße, die etwa einen Kilometer nördlich in die Woiwodschaftsstraße DW550 mündet. Diese führt in nordöstlicher Richtung nach etwa fünf Kilometern in die Kreisstadt Chełmno. Der Bahnhof Starogród lag an der Bahnstrecke Toruń–Chełmno.
Der nächste internationale Flughafen ist der 35 Kilometer südwestlich gelegene Ignacy-Jan-Paderewski-Flughafen Bydgoszcz.

## Persönlichkeiten
- Adolf Ludwig Agathon von Parpart (1806–1867), Astronom, Musiker und Komponist
- Oskar von Knobloch (1822–1899), preußischer Generalmajor